# Nouveaux démocrates
Pour le parti politique français, voir Les Nouveaux Démocrates.
Au Canada, Nouveaux démocrates s'entend comme membres du Nouveau Parti démocratique.
Aux États-Unis, les Nouveaux démocrates (en anglais : New Democrats) sont un courant du Parti démocrate qui émerge après la victoire du républicain George H. W. Bush à l'élection présidentielle de 1988, suivant les huit années de présidence de Ronald Reagan. Ils sont identifiés comme ayant des positions sociales et culturelles plus modérées, ainsi que comme plus libéraux en matière d'économie, de fiscalité et de commerce.
Les Nouveaux démocrates sont représentés par des organisations telles le Democratic Leadership Council (DLC), le New Democrat Network et la New Democrat Coalition qui regroupe des sénateurs et représentants au Congrès américain. Cette coalition des Nouveaux démocrates compte 74 membres à la Chambre des Représentants, ainsi que 20 partisans au sein du Sénat, parmi lesquels Joseph Lieberman, Hillary Clinton, Evan Bayh, Mary Landrieu ou Blanche Lincoln. Son action fut aussi soutenue par Bill Clinton avant et pendant sa présidence ainsi que par l'ancien leader des Démocrates à la Chambre des Représentants Dick Gephardt.
Plusieurs de ces Nouveaux démocrates ont concouru aux primaires pour la nomination démocrate à l'élection présidentielle américaine de 2008 comme Hillary Clinton ou le gouverneur du Nouveau-Mexique Bill Richardson. L'ancien sénateur et candidat démocrate pour la vice-présidence lors de l'élection présidentielle de 2004, John Edwards fut membre de la New Democrat Coalition au Sénat mais s'est depuis repositionné à gauche du Parti, particulièrement lors des primaires démocrates pour la présidentielle de 2008.

## Origines
Après les sévères défaites électorales face à la présidence de Ronald Reagan dans les années 1980 et les prises de positions de George McGovern (1972) ou de Walter Mondale (1984), jugées trop sociales et en partie responsables de ces lourdes défaites, un groupe de personnalités démocrates commence à penser que leur parti est sur la touche et a besoin d'une sérieuse remise en question en matière de politique économique et de gouvernance,. Le Democratic Leadership Council (DLC) est créé en 1985 par Al From et un groupe de politiciens et de stratégistes pensant comme lui. Ils se font l'avocat d'une « Troisième voie » comme un antidote au succès électoraux du reageanisme,.
Bien que le terme de « Nouveaux démocrates » (New Democrat) fut brièvement utilisé par un groupe réformiste libéral (dans le sens social du terme) par un groupe dont faisait partie Gary Hart et Eugene McCarthy en 1989, le terme devient plus largement associé aux politiques prônées par le Democratic Leadership Council, qui en 1990 renomma son magazine bimensuel de The Mainstream Democrat en The New Democrat. Quand le gouverneur de l'Arkansas Bill Clinton démissionna de la présidence du DLC pour se lancer dans la course à l'élection présidentielle américaine de 1992, il se présenta lui-même comme un « nouveau démocrate ».

## Bill Clinton comme Nouveau démocrate
Bill Clinton est la personnalité du Parti démocrate la plus identifiée dans les années 1990 aux Nouveaux démocrates. Sa promesse d'une réforme de l'État-providence lors de l'élection présidentielle de 1992 et ses décisions à la présidence résument la position des Nouveaux démocrates, comme sa promesse d'une réduction des impôts en 1992 pour la classe moyenne et, en 1993, son extension du crédit d'impôt sur les revenus pour les travailleurs pauvres. Les succès des Nouveaux démocrates, et sous la présidence Clinton de la triangulation conceptualisée par Dick Morris et de la Troisième voie dans les écrits d'Anthony Giddens, sont souvent considérés comme ayant inspiré Tony Blair en Grande-Bretagne et ses politiques sociales-libérales qui allaient définir le New Labour.
Les Nouveaux démocrates sont plus ouvert à la déréglementation que les anciens leaders démocrates. Cela est particulièrement évident dans la déréglementation à grande échelle dans les secteurs de l'agriculture et des télécommunications. Les Nouveaux démocrates et leurs alliés du DLC sont responsables de la ratification de l'ALENA, accord de libre échange nord-américain.
Une part importante des idées des Nouveaux démocrates est centrée sur le renforcement de l'économie. Durant la présidence de Bill Clinton, les Nouveaux démocrates sont responsables de l'adoption de l'Omnibus Budget Reconciliation Act de 1993 : il augmentait les taxes pour 1,2 % des contribuables les plus aisés alors qu'il les réduisait pour 15 millions de familles à faibles revenus et permettait également une réduction d'impôts pour 90 % des petits entrepreneurs. En outre, il a décidé que le budget soit équilibré sur un certain nombre d'années, par la mise en œuvre de restrictions des dépenses. Cela aida les États-Unis à connaître leur plus longue période d'expansion économique en temps de paix de l'histoire américaine. Cependant, le taux maximum d'imposition passa de 31 % à 40 % sous la présidence Clinton.